# Opius regulorum
Opius regulorum är en stekelart som beskrevs av Fischer 1979. Opius regulorum ingår i släktet Opius och familjen bracksteklar. Inga underarter finns listade i Catalogue of Life.